# Adolescents
Die Adolescents sind eine 1980 gegründete, US-amerikanische Melodic-Hardcore-Band aus Kalifornien.

## Bandgeschichte
Die Adolescents („Heranwachsende“) wurden 1980 in Fullerton gegründet und entstammen derselben Szene wie unter anderem Bad Religion, die Circle Jerks und TSOL. Zur ersten Besetzung gehörten Bassist Steve Soto, der zuvor bei Agent Orange aktiv gewesen war, der Sänger Tony Cadena, die Gitarristen Frank Agnew (zuvor bei Social Distortion) und John O’Donovan sowie der Schlagzeuger „Peter Pan“. Nachdem O’Donovan und Pan die Band verlassen hatten, spielte die übrige Formation gemeinsam mit Agnews Bruder Rikk (Gitarre) und Casey Royer (Schlagzeug) das 1981 veröffentlichte, selbstbetitelte Debütalbum ein. Dieses wurde von Thom Wilson produziert, der später auch für Bands wie TSOL, D.O.A. und The Offspring tätig war.
Das Album brachte zwar Erfolg, löste aber auch Spannungen unter den Bandmitgliedern aus. Ständige Umbesetzungen begleiten die gesamte Geschichte der Adolescents. Zuerst verließ Rikk Agnew die Gruppe und wurde zunächst durch Pat Smear von den Germs und kurz darauf von Steve Roberts ersetzt. Kurz vor Beginn einer geplanten US-Tournee lösten sich die Adolescents nach der Veröffentlichung von Welcome to Reality erstmals auf.
1986 formierten sich die Adolescents mit Tony Cadena, Rikk Agnew und Steve Soto neu und nahmen mit Sandy Hansen und Alfie Agnew (dem jüngeren Bruder von Frank und Rikk) das Album Brats In Battalions auf. Nach dem Ausscheiden von Cadena spielten sie 1988 das Album Balboa Fun Zone ein, nahmen Frank Agnew wieder in die Band auf und tourten drei Jahre lang durch die USA, bis es zu einer erneuten Auflösung der Band kam.
2001 kam es zu einer neuen Wiedervereinigung der Band in der Besetzung des ersten Albums. Mittlerweile sind Rikk Agnew und Casey Royer ausgestiegen und wurden durch Derek O’Brien und Frank Agnews Sohn Frank Jr. ersetzt. 2005 feierte die Band ihren 25. Geburtstag mit einer Reihe von Konzerten und Veröffentlichungen. Nachdem Frank Agnew Jr. nach einer Tournee 2005/2006 seine Schullaufbahn fortsetzte, trat Matt Beld (Los Infernos, Cadillac Tramps) für ihn ein. 2007 begannen sie mit der Aufnahme eines neuen Albums. 2008 gingen sie auf eine ausgedehnte Europatour. Anfang des Jahres 2010 gewannen sie den OC Music Award in der Kategorie Beste Punk-Band. Mitte 2010 wurde schließlich das Album The Fastest Kid Alive veröffentlicht. 2012 folgte die EP American Dogs in Europe und 2013 das nächste vollständige Album Presumed Insolent, allesamt auf dem deutschen Label Concrete Jungle. Ebenfalls 2013 wurde das Adolescents-Lied Amoeba vom gleichnamigen Debütalbum für den Soundtrack des Computerspiels Grand Theft Auto V verwendet und ist im Spiel auf dem fiktiven Radiosender Channel-X zu hören.
Am 27. Juni 2018 verstarb Steve Soto im Alter von 54 Jahren an einer „natürlichen Todesursache“. Zwei Wochen später wurde Brad Logan (vormals bei Leftöver Crack) als neuer Bassist der Band vorgestellt.
Rikk Agnew ist auch als Gründungsmitglied von Christian Death und durch ein Soloalbum (All by myself) in Erscheinung getreten. Pat Smear spielte später bei Nirvana und den Foo Fighters.

## Stil
Mit Melodic Hardcore und teilweise mehrstimmigem Gesang wurde ihre erste LP ein Klassiker des sogenannten Westcoast-Hardcores. Allmusic zufolge hat die Band gemeinsam mit Agent Orange und Social Distortion den typischen Orange-County-Hardcoresound etabliert und durch ihre „pralle Energie und perfekte Teenager-Rotzigkeit“ zahlreiche Nachahmer hervorgerufen, die sich bei der Attitüde und dem Songmaterial der Adolescents bedient hätten.

## Diskografie (Auszug)
- 1980: Amoeba (EP, Posh Boy Records)
- 1981: Adolescents (Frontier Records)
- 1981: Welcome to Reality (EP, Frontier Records)
- 1986: Brats in Battalions (S.O.S. Records)
- 1988: Balboa Fun Zone (Triple X Records)
- 1997: Return to the Black Hole
- 2003: Live at the House of Blues 10/3/03 (The Show Must Go Off!)
- 2004: Unwrap and Blow Me (EP)
- 2005: Live in 1981 & 1986
- 2005: O.C. Confidential (Finger Records)
- 2005: The Complete Demos 1980–1986
- 2009: Shut Up and Listen (EP mit den Burning Heads)
- 2010: The Fastest Kid Alive (Concrete Jungle Records)
- 2012: American Dogs in Europe (EP)
- 2013: Presumed Insolent
- 2014: La Vendetta
- 2016: Manifest Density
- 2018: Cropduster (Concrete Jungle Records)
- 2020: Russian Spider Dump (Cleopatra Records)